# Forerov efekt
Također se naziva Barnumovim efektom, ili pogrješivošću osobne potvrde.
Primjećeno je da pojedinci daju visoke ocjene točnosti opisima njihove osobnosti, navodno skrojenima samo za njih, a zapravo maglovitim izjavama koje se mogu primijeniti na veliki broj ljudi. Barnumov efekt može objasniti i široko prihvaćanje astrologije i raznih metoda proricanja sudbine.
Godine 1948. Bertram R. Forer, psiholog, napravio je pokus u kojem je dao svojim studentima test osobnosti, nakon čega im je dao osobnu analizu, navodno, na temelju testa. Pozvao ih je da ocjene analizu na ljestvici od 0 do 5 (više je bolje). Prosjek je bio 4,26 (u daljnjim pokusima prosjek se i dalje zadržao oko 4,2). Nakon čega je otkrio da je svim studentima dao istu analizu, koju je pokupio iz horoskopa. Kasniji pokusi su utvrdili da se daju veće ocjene ako subjekt vjeruje mjerodavnosti ispitivača, ako subjekt vjeruje da se analiza odnosi samo na njih, te ako analiza navodi uglavnom pozitivne osobine.